# Теймей (імператриця)
Імператриця Теймей (яп. 貞 明 皇后, ім'я при народженні Садако Кудзьо, 25 липня 1884, Токіо — 17 травня 1951, Хатіодзі) — японська імператриця, дружина імператора Тайсьо і мати імператора Хірохіто (Сьова).

## Біографія
Принцеса Садако Кудзьо народилася 25 липня 1884 року в Токіо в родині принца Кудзьо Мітітакі і його дружини Номи Ікуко.
25 травня 1900 року Садако вийшла заміж за тоді ще наслідного принца Японії Йосіхіто, майбутнього імператора Тайсе. Подружжя стали проживати не в імператорському палаці, а в недавно відбудованому палаці Акасака в Токіо. Народивши в 1901 році сина і спадкоємця престолу Японії, принцеса Садако стала першою спадкової принцесою і майбутньою дружиною імператора, яка народила спадкоємця після 1750 року.
12 липня 1912 року її чоловік став імператором, Садако отримала титул імператриці Японії. У її чоловіка було слабке здоров'я, він страждав на психічні розлади. З цієї причини імператриця мала великий вплив на імператорський двір, активно просувала рух Червоного хреста в Японії. Відносини в імператорської родини були дуже хорошими, про що свідчить той факт, що у імператора за роки шлюбу не було жодної наложниці і те, що імператриця змогла народити чоловікові чотирьох синів. Імператор тим самим перервав багаторічну традицію в японському імператорському домі заводити наложниць.
Після смерті імператора 25 грудня 1926 року Садако стала вдовою імператрицею. Вона наполегливо опиралася участі Японії у Другій світовій війні, що викликало конфлікт з сином Хірохіто.
Померла вдова імператриця у віці 66 років 17 травня 1951 року в палаці Омія в Токіо і була похована поряд із чоловіком у імператорському мавзолеї в Токіо. Посмертно їй було присвоєно титул імператриці Теймей.